# كارين فلاهرتي
كارين فلاهرتي (بالإنجليزية: Karen Flaherty)‏ هي ضابطة وممرضة أمريكية، ولدت في 11 نوفمبر 1951 في هارتفورد في الولايات المتحدة.